# Imposto sobre faturamento
Um imposto sobre faturamento é semelhante ao IVA, com a diferença de que ele tributa bens intermediários e possivelmente bens de capital. É um imposto indireto, normalmente em uma base ad valorem, aplicável a um processo ou estágio de produção. Por exemplo, quando a atividade de fabricação é concluída, um imposto pode ser cobrado de algumas empresas. O imposto sobre vendas ocorre quando a mercadoria é vendida.

## Por país
Na África do Sul, o imposto sobre faturamento é um imposto simples sobre a renda bruta de pequenas empresas. As empresas que optam por pagar o imposto sobre o faturamento estão isentas do IVA. O imposto sobre faturamento tem uma alíquota muito baixa em comparação com a maioria dos impostos, mas não tem deduções.
Na Irlanda, o imposto sobre o faturamento foi introduzido em 1963 e seguido pelo imposto sobre o atacado em 1966. Ambos foram substituídos em 1972 pelo IVA, em preparação para a adesão da Irlanda às Comunidades Europeias, que proibia ambos os impostos.